# Veringenstadt
Veringenstadt è un comune tedesco di 2 146 abitanti,, situato nel land del Baden-Württemberg.